# Reláció inverze
Legyen {\displaystyle \rho \subseteq A\times B} reláció, ahol {\displaystyle A} és {\displaystyle B} tetszőleges nemüres halmazok. A {\displaystyle \rho } reláció inverzét – amely reláció {\displaystyle B\times A} részhalmaza, és amit {\displaystyle \rho ^{\vee }}-vel vagy {\displaystyle \rho ^{-1}}-gyel szoktak jelölni – a következő módon definiáljuk:
Bármely {\displaystyle a\in A} és {\displaystyle b\in B} esetén {\displaystyle b} akkor és csak akkor áll {\displaystyle a}-val a {\displaystyle \rho ^{\vee }} szerint relációban, ha {\displaystyle a} és {\displaystyle b} a {\displaystyle \rho } szerint relációban állnak egymással.
Ugyanez formálisabban:
{\displaystyle \rho ^{\vee }:=\{(b,a)\in B\times A:(a,b)\in \rho \}}
A definíció csak bináris relációkra alkalmazható.